# Hippie (romanzo)
Hippie (Hippie) è un romanzo autobiografico del 2018 di Paulo Coelho. Tradotto in più di 15 lingue, in Italia è uscito il 14 giugno 2018.

## Trama
Nel suo romanzo autobiografico, Paulo Coelho ci porta a rivivere il sogno di rivoluzione e pace della generazione hippie. Karla è una ragazza olandese, che sogna il Nepal e aspetta di incontrare il compagno ideale per iniziare questo viaggio. Paulo, l’altro protagonista, è un giovane brasiliano che vuole diventare scrittore: porta i capelli lunghi e gira il mondo alla ricerca della libertà, del significato più profondo dell’esistenza. 
Le loro strade si incontrano ad Amsterdam nel 1970 e insieme decidono di partire per l’Asia a bordo del Magic Bus, lungo la rotta hippie. Sulla strada vivono una straordinaria storia d’amore, in un susseguirsi di avventure e incontri occasionali destinati a lasciare il segno. Durante il viaggio dall’Europa a Kathmandu, Karla, Paulo e i loro compagni affrontano desideri e paure, vivono grandi e piccole rivoluzioni e trasformano le proprie vite abbracciando nuovi valori che li cambieranno per sempre.

### Edizioni
- Paulo Coelho, Hippie, Paralela, 2018
- Paulo Coelho, Hippie, La nave di Teseo, 2018